# Gonypeta simplex
Gonypeta simplex är en bönsyrseart som beskrevs av Max Beier 1930. Gonypeta simplex ingår i släktet Gonypeta och familjen Mantidae. Inga underarter finns listade i Catalogue of Life.